# Saman (gemeente)
Saman is een gemeente in het Franse departement Haute-Garonne (regio Occitanie) en telt 142 inwoners (1999). De plaats maakt deel uit van het arrondissement Saint-Gaudens.

## Geografie
De oppervlakte van Saman bedraagt 5,6 km², de bevolkingsdichtheid is 25,4 inwoners per km².

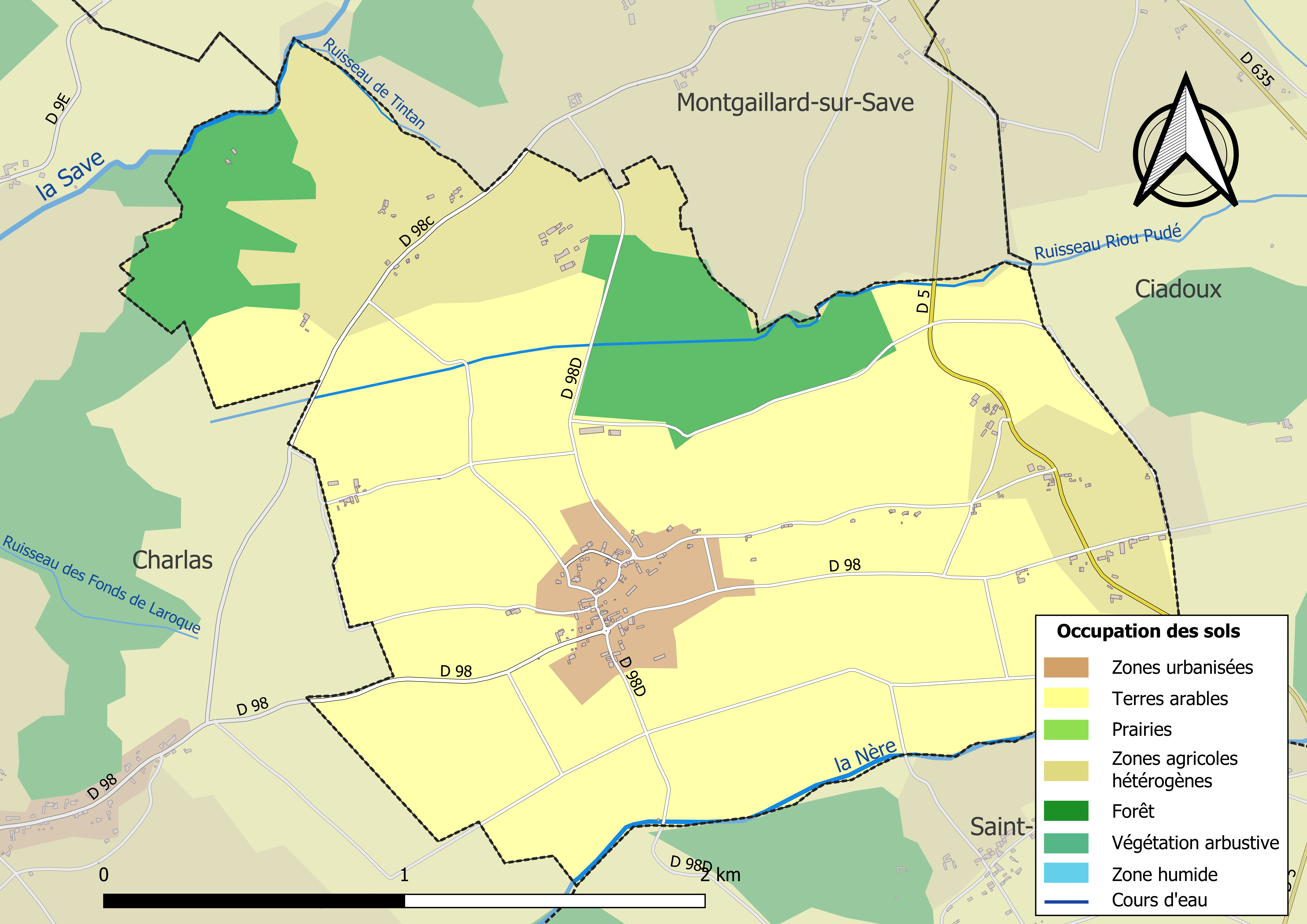
Kaart van de gemeente met de belangrijkste infrastructuur,bodemgebruik en omliggende gemeenten

## Demografie
Onderstaande figuur toont het verloop van het inwonertal (bron: INSEE-tellingen).

## Trivia
In het Koerdisch betekent saman erfenis.